# Брюховецкий, Вячеслав Степанович
Вячеслав Степанович Брюховецкий (укр. В’ячеслав Степанович Брюховецький; род. 14 июля 1947, Владикавказ (Дзауджикау), РСФСР, СССР) — советский и украинский литературовед и педагог. Кандидат педагогических наук, доктор филологических наук. Основатель и почётный президент Национального университета «Киево-Могилянская академия» (НаУКМА) в городе Киев. Герой Украины (2007).

## Биография
Родился 14 июля 1947 года в городе Владикавказ (Дзауджикау) на территории Северной Осетии.
Отец — Степан Алексеевич (1909—1997). Жена — Лариса Ивановна.
В 1966 году окончил Смелянский техникум пищевой промышленности, в 1974 году — факультет журналистики Киевского государственного университета им. Т. Г. Шевченко, в 1979 году — аспирантуру Киевского института культуры.  В 1980 году защитил диссертацию на соискание учёной степени кандидата педагогических наук по теме «Специфика развития литературно-критической активности старших подростков в процессе руководства чтением». В 1986 году защитил диссертацию на соискание учёной степени доктора филологических наук по теме «Природа, функции и метод литературной критики».
В 1965—1966 — котельщик Смелянского машиностроительного завода.
В 1967 — слесарь-котельщик Одесского завода «Продмаш».
В 1967—1968 — служба в Советской Армии.
В 1968—1969 — слесарь Черкасского завода химических реактивов.
В 1973—1976 — корреспондент, заведующий отделом критики редакции газеты «Літературна Україна».
В 1980—1991 — младший научный сотрудник, заведующий отделом теории литературы Института литературы АН Украины.
С ноября 1991 — ректор, с мая 1994 — президент Национального университета «Киево-Могилянская академия».
Член КПСС в 1968—1990 годах.
В 1989—1990 годах преподавал в университетах США и Канады.
Член Союза писателей Украины (с 1982 года).

## Награды и отличия
- 1995 — Премия фонда Антоновичей
- 1996 — Медаль Комиссии народного образования Республики Польша
- 1997 — Орден «За заслуги» III ст.[4]
- 1997 — Благодарность председателя Киевской городской государственной администрации
- 1998 — Орден Св. Равноапостольного князя Владимира Великого
- 2001 — Всеукраинская премия «Признание»
- 2001 — Благодарность Подольского райсовета г. Киева
- 2003 — Орден «За интеллектуальную отвагу»
- 2005 — Офицерский крест ордена «За заслуги перед Республикой Польша»
- 2005 — Премия имени Олексы Гирныка
- 2005 — Памятный знак «Выдающемуся участнику оранжевой революции»
- 25 июня 2007 — Президент Украины Виктор Ющенко подписал указ о предоставлении Вячеславу Брюховецкому звание «Герой Украины» с вручением ордена Государства[5].
- 2016 — Отличия Президента Украины — юбилейная медаль «25 лет независимости Украины»[6].